# Super Socket 7
Super Socket 7, nazývaný také Super 7, je rozšíření specifikace patice Socket 7. Na rozdíl Socketu 7 je vybavena 100 MHz FSB, podporou AGP a pouzder SPGA.
Super Socket 7 byla první patice určená primárně pro procesory AMD, nicméně ji podporovali i další výrobci jako Cyrix či IDT. Se Socketem 7 je zpětně kompatibilní, nicméně procesory pro Super Socket 7 nemohou v patici Socket 7 fungovat plnou rychlostí. Procesory pro Socket 5 jsou fyzicky kompatibilní se Super Socket 7, ale ne všechny základní desky určené pro Socket Super 7 podporovaly napětí potřebné pro Socket 5 procesory.
Protože architektura byla levná, mnoho výrobců jako VIA či SiS produkovalo laciné čipsety pro základní desky, které měly často nižší kvalitu, hlavně co se týče implementace AGP. AMD na to později reagovalo zavedením programu hlídání kvality pro procesory Athlon.